# Harald Busch
Harald Busch (* 5. August 1904 in Bad Godesberg; † 12. Februar 1983 in Frankfurt am Main) war ein deutscher Kunsthistoriker, Museumsleiter und Autor.

## Leben
Busch wurde als Sohn des Bankdirektors Alfred Otto Busch und seiner Frau Eugenie (geb. Schick) geboren. Nach dem Besuch eines humanistischen Gymnasiums in Hannover studierte er Kunstgeschichte und wurde 1930 an der Universität Marburg zu dem Thema Meister des Johannesaltars der Hildesheimer Michaeliskirche zum Dr. phil. promoviert.
Er spezialisierte sich auf spätmittelalterliche bildende Kunst und trug mit seinen Veröffentlichungen zur kunsthistorischen Zuschreibung von Kunstwerken der Spätgotik und des Übergangs zur norddeutschen Renaissance an bekannte Künstler und unbekannte Meister (Notnamen) bei. Busch schloss sich als "überzeugter Nationalsozialist" zum 1. Dezember 1931 der NSDAP an (Mitgliedsnummer 857.465). Nach der Gleichschaltung wurde er für kurze Zeit 1934/1935 zum Leiter der Gemäldegalerie der Hamburger Kunsthalle unter deren Direktor Wilhelm Freiherr Kleinschmit von Lengefeld bestellt, erhielt aber nach dem „Parteitag der Kunst“ im Herbst 1935 in Nürnberg die Kündigung, weil Alfred Rosenberg ihn für unzuverlässig hielt. Busch hatte sich für Künstler wie Emil Nolde, dessen Gemälde Hülltoft Hof er im November 1934 mit einer Spende des Lebensmitteindustriellen Alfred Voss für die Kunsthalle erworben hatte, Ernst Ludwig Kirchner und Edvard Munch eingesetzt. "Busch war überzeugt davon, auch mit Werken moderner ‚nordischer’ Künstler im Sinne der allgemeinen politischen Haltung für den Nationalsozialismus eintreten zu können."
Als ehemaliger Matrose diente er im Zweiten Weltkrieg in einer Propagandakompanie und trug, wie auch sein älterer Bruder Fritz-Otto Busch, als Autor mit zahlreichen Veröffentlichungen zur Verherrlichung des U-Boot-Krieges bei.
Nach dem Zweiten Weltkrieg war er – nur noch – als Freier Schriftsteller und recht produktiver Sachbuchautor tätig. Er arbeitete vielfach mit dem Fotografen und Publizisten Bernd Lohse sowie mit Gottfried W. Edelmann an der Erstellung von kulturhistorischen Fotobänden zusammen. Zahlreiche seiner Veröffentlichungen erschienen im Umschau-Verlag, Frankfurt/Main.
Er war seit 1936 mit Erika Busch (geb. Stieb) verheiratet. Das Paar hatte zwei Kinder.

## Schriften (Auswahl)

### Kunstgeschichte bis 1945
- Meister Wolter und sein Kreis. Teil: 1. Kirchl. Holzskulptur u. Malerei d. 16. Jh. in Hildesheim vor d. Einf. d. Reformation (1542): (Mit e. Exkurs über Hans Raphon u. d. südniedersächs. Malerei seiner Zeit). Strassburg: J. H. Ed. Heitz  1931 (Studien zur deutschen Kunstgeschichte; H. 288 [vielmehr] 286) zugl. Diss. Marburg 1930
- Meister des Nordens. Die altniederdeutsche Malerei. 1450–1550. 2., durchgesehene Auflage. Ellermann, Hamburg 1943.
- Alt-Hamburg. Das Bild der Stadt. Mit 72 Bildtafeln. Hamburg, Broschek, 1939.

### Veröffentlichungen zur Kriegsmarine
- Rohr I ! fertig ! Schuß !, W. Conrad & Co., Leipzig, 1942
- U-Boot auf Feindfahrt, Bertelsmann, Gütersloh 1942
- Jagd im Atlantik: Unterseeboots-Kriegsberichte, 2. Auflage, Bertelsmann, Gütersloh 1943
- So war der U-Boot-Krieg, Deutscher Heimat-Verlag, Bielefeld 1952

### Sachbücher nach 1945
- Harald Busch, Bernd Lohse: Baukunst der Gotik in Europa. Frankfurt am Main 1958.
- Gerhard Bechthold, Bernd Lohse (Hrsg.): Unsere Heimat. Das Revier. Landschaft, Natur, Kunstdenkmäler im Umkreis des Ruhrgebiets. Frankfurt am Main 1958.
- Harald Busch, Bernd Lohse: Buildings of Europe. New York 1959.
- Harald Busch, Bernd Lohse (Hrsg.): Baukunst der Romanik in Europa, Text: Hans Weigert, Umschau Verlag, Frankfurt am Main 1959.
- Harald Busch, Bernd Lohse: Baukunst der Renaissance in Europa. Frankfurt am Main 1960.
- Harald Busch, Bernd Lohse: Baukunst des Barock in Europa. Frankfurt am Main 1961.
- Alt-Hamburg. Leben und Treiben. Mit 83 Bildtafeln. Hamburg, Broschek, 1962.
- Harald Busch, Bernd Lohse: Barock-Plastik in Europa. Frankfurt am Main 1964.